# Crewe (Marskrater)
Crewe ist ein Marskrater von etwa 3 km Durchmesser, gelegen im Bereich MC-19 des Margaritifer Sinus Gradfeld des Planeten Mars auf 25° Süd, 10° West.
Der Krater wurde nach der Stadt Crewe, Cheshire, England, benannt.